# Trimusculus
Trimusculus es un género de pequeños y medianos caracoles de mar que respiran aire, moluscos gasterópodos pulmonados marinos. Trimusculus es el único género en la familia Trimusculidae. 

## Especies
Especies de este género Trimusculus incluyen:
- Trimusculus afer (Gmelin, 1791)[4]
- Trimusculus carinatus (Dall, 1870)[5]
- Trimusculus conicus (Angas, 1867)[6] - synonym: Gadinalea conica (Angas, 1867)
- Trimusculus costatus (Krauss, 1848)[7]
- Trimusculus escondidus Poppe & Groh, 2009[8]
- Trimusculus goesi (Hubendick, 1946)[9]
- Trimusculus kurodai Habe, 1958[10]
- Trimusculus mammillaris (Linnaeus, 1758)[11]
- Trimusculus mauritianus (Martens, 1880)[12]
- Trimusculus niveus (Hutton, 1883)[13] - synonym: Gadinalea nivea Hutton, 1883
- Trimusculus odhneri (Hubendick, 1946)[14]
- Trimusculus peruvianus (Sowerby II, 1835)[15]
- Trimusculus reticulatus (Sowerby II, 1835)[16]
- Trimusculus stellatus (Sowerby II, 1835)[17]
- Trimusculus yamamotoi Habe, 1958[18]